# Aysén
Aysén è un comune del Cile della provincia di Aysén nella regione di Aysén. Al censimento del 2002 possedeva una popolazione di 22.353 abitanti.

## Società

### Evoluzione demografica
| Censimento del 1992 | Censimento del 2002 |
| 19.090 ab.          | 22.353 ab.          |